# Stane Stanič
Stane Stanič [stáne stánič], slovenski novinar, politik in publicist, * 14. januar 1926, Laško, † 23. maj 2005, Izola.
Stanič je bil med letoma 1945 in 1947 sodelavec Primorskega dnevnika. Leta 1947 je v Kopru bil aretiran in brez obsodbe za 2 leti v samici in 3 leta zaprt v zaporu. V obdobju od 1953 do 1961 je bil zaposlen pri Ljudski pravici. Dolgo je bival v Beogradu, kjer je med letoma 1970 in 1983 delal za agencijo Tanjug, med letoma 1983 in 1990 pa je bil beograjski dopisnik časopisne hiše Delo. Od 16. maja 1990 do 24. aprila 1991 je bil vodja oz. republiški sekretar Urada Republike Slovenije za informiranje (Demosova vlada).
Za svoje novinarsko in publicistično delo je leta 1958 prejel Tomšičevo nagrado. Stanič je tudi avtor preko 60 dokumentarnih filmov. Med monografskimi publikacijami sta bili dve prevedeni v več jezikov:
- Slovenija, Turistična zveza Slovenije, Ljubljana, Flint River Press, London, 1994
- Amerika, Apros & Aprost, Ljubljana, 1994